# Малые Радваничи
Ма́лые Радва́ничи (бел. Малыя Радванічы) — деревня в Брестском районе Брестской области Белоруссии, входит в состав Радваничского сельсовета. Население — 697 человек (2019).

## География
Деревня находится в 22 км (26 км по автодорогам) к юго-востоку от центра города Брест, на левом берегу реки Рита. Рядом (на востоке) расположен агрогородок Большие Радваничи.

## Этимология
Название патронимическое, происходит от клички той же основы, что и белорусское слово «рыдван».

## История
В XIX веке деревня Радваничи-Заречные — центр имения в составе Брестского уезда Гродненской губернии. С 1861 года — владение Гутовского, которому принадлежало 196 десятин земли. Крестьяне сельского общества имели 341 десятину. Действовала школа грамоты.
В 1878 году — 117 дворов. По переписи 1897 года — 86 дворов, 677 жителей (334 мужчины, 343 женщины), из них 657 православных.
В 1905 в деревне, имении, посёлке и хуторе Радваничи-Заречные Радваничской волости Брестского уезда проживало 387 человек.
В Первую мировую войну с 1915 года деревня оккупирована германскими войсками. Согласно Рижскому мирному договору (1921) Малые Радваничи вошли в состав межвоенной Польши, где принадлежали гмине Радваничи Брестского повета Полесского воеводства. В 1921 году насчитывалось 65 дворов.
С 1939 года в составе БССР, в 1940 году — 116 дворов.
4 сентября 1972 года в состав деревни включена деревня Муры.

## Население
На 1 января 2018 года насчитывалось 622 жителя в 243 домохозяйствах, из них 118 младше трудоспособного возраста, 375 — в трудоспособном возрасте и 129 — старше трудоспособного возраста.

## Инфраструктура
В деревне находятся ясли-сад, врачебная амбулатория, магазин, очистное сооружение и закрытое кладбище.
В западной части деревни расположен пчелопитомник, также в деревне имеются молочно-товарная ферма, зерноток и столярный цех.

## Достопримечательность
- Могила жертв фашизма (1942) —  Историко-культурная ценность Республики Беларусь, шифр 113Д000109